# スピン軌道相互作用
スピン軌道相互作用（英: Spin orbit coupling、稀に英: Spin orbit interaction）とは電子のスピンと、電子の軌道角運動量との相互作用のこと。
相対論的に取り扱われるディラック方程式（相対論的量子力学）では自然に導入される概念である。スピン軌道相互作用により、縮退していた電子のエネルギー固有値が分裂する。
ゲッパート＝マイヤーとイェンセンは、原子核の問題について、スピン軌道相互作用を導入した殻模型を用いれば、その準位の分裂から、実験的に知られていた安定な核子数、魔法数を説明できることを発見し、ノーベル賞を受賞した。
原子の最外殻電子ではスピン軌道相互作用によりスピン・軌道角運動量の向きがそろうことがある。常温の範囲では分裂した準位（LS多重項という）の中で最低エネルギーをもつ準位に状態がある確率が高い。最低エネルギーの多重項を知るためにフントの規則とよばれる実験則が有効である。

## 古典的な説明
水素原子内の電子は陽子のまわりを回転しているが、これを電子の上に乗っている人から見ると、電子のまわりを陽子が回転しているように見える。回転している陽子は円形電流とみなすことができ、ビオ・サバールの法則により、それは電子上に磁場{\displaystyle \mathbf {B} }を作る。その磁場が電子のスピンによる磁気双極子モーメント{\displaystyle \mathbf {\mu } }に作用する。この相互作用は{\displaystyle \mathbf {B} \cdot \mathbf {\mu } }に比例する。{\displaystyle \mathbf {\mu } }はスピン角運動量{\displaystyle \mathbf {s} }に比例している。一方で陽子のつくる磁場{\displaystyle \mathbf {B} }は陽子の磁気双極子モーメント{\displaystyle \mathbf {\mu ^{(P)}} }に比例し、その{\displaystyle \mathbf {\mu ^{(P)}} }は陽子の軌道角運動量{\displaystyle \mathbf {L} }に比例している。したがってこの場合の電子-陽子間の相互作用エネルギーは{\displaystyle \mathbf {s\cdot L} }に比例する。

## 具体的な表式
球対称なポテンシャル中での一電子に関する、スピン軌道相互作用 HSO は、
{\displaystyle H_{\rm {SO}}=V(r)(\mathbf {l} \cdot \mathbf {s} )}
{\displaystyle V(r)=-(g-1)\left({e\hbar ^{2} \over {2m^{2}c^{2}}}\right)\left({1 \over r}{d\phi (r) \over {dr}}\right)}
l は軌道角運動量、s はスピン角運動量（共に、{\displaystyle \hbar } を単位とする）、{\displaystyle \hbar =h/2\pi } で、h はプランク定数、e は素電荷、m は電子の質量、r は電子の位置座標、c は光速、g は g因子（真空中の自由電子の場合、g = 2）である。φ は球対称場での電場（E(r) とする）に対するスカラーポテンシャルで、
{\displaystyle \mathbf {E} (r)=-\mathrm {grad} \,\phi (r)=-\mathbf {r} \left({1 \over r}{d\phi (r) \over {dr}}\right)}
である。
ポテンシャルが非球対称の場合は、
{\displaystyle H_{\rm {SO}}=(g-1)\left({e\hbar  \over {2mc^{2}}}\right)[E(\mathbf {r} )\times \mathbf {v} ]\cdot \mathbf {s} }
となる。v は電子の速度、E(r) は球対称でない電場。
非相対論的なシュレーディンガー方程式に対し、最も影響の大きい相対論効果はスピン軌道相互作用の項なので、これを摂動項としてシュレーディンガー方程式に取り入れて解かれることがある。
（補足）
上に挙げた電子以外に、原子核の核子（陽子や中性子）もスピンを持つので（核スピン）、これらに関してのスピン軌道相互作用が存在する。

## スピン軌道分裂
スピン軌道相互作用HSO が一粒子ポテンシャルに付け加わる場合を摂動論で考える。
一体ハミルトニアンH0 = T + U(r) の固有値問題を解くことによって一粒子準位Enl と一粒子波動関数Rnl(r)Ylm(θ,φ)が求められているとする。粒子のスピンは1/2とする。
このような相互作用があると、スピン角運動量{\displaystyle \mathbf {s} }と軌道角運動量{\displaystyle \mathbf {l} }は別々に良い量子数になることができなくなり、全角運動量のみが良い量子数になる。{\displaystyle j}の値としては角運動量の合成則から{\displaystyle l+(1/2)}と{\displaystyle l-(1/2)}が可能である。
{\displaystyle \mathbf {s\cdot l} =(1/2)(\mathbf {j} ^{2}-\mathbf {s} ^{2}-\mathbf {l} ^{2})}
であるから、{\displaystyle \mathbf {s\cdot l} }の期待値は{\displaystyle j=l+1/2}に対して{\displaystyle l/2}、{\displaystyle j=l-1/2}に対して{\displaystyle -(l+1)/2}と得られる。
動径積分を{\displaystyle \xi _{nl}}とおくと、{\displaystyle j=l-1/2}の軌道と{\displaystyle j=l+1/2}の軌道のエネルギー差は{\displaystyle -\{l+(1/2)\}\xi _{nl}}となる。また{\displaystyle \xi _{nl}}がn およびl によって余り変化しないものとすれば、スピン軌道分裂はlの値が大きいほど大きくなる。